# زامبی پالمارس
زامبی یا زامبی پالمارس (انگلیسی: Zumbi dos Palmares؛ ۱۶۵۵ – ۲۰ نوامبر، ۱۶۹۵ (۳۹−۴۰ سال)) یک  مهاجر آفریقایی و از شخصیت‌های برجسته سلحشور در تاریخ برزیل و از پیشگامان مقاومت در برابر بردگی اهل برزیل بود. زامبی همچنین آخرین پادشاه کویلومبو دوس پالمارس، محل سکونت بردگان فراری آفریقایی بود که در حال حاضر در برزیل ایالت آلاگواس نام دارد.

## کویلومبوس
کویلومبوس به جوامعی آنگولایی در برزیل گفته می‌شود که از برده داری فرار کرده بودند. این بردگان فراری به عنوان مارون‌ها نیز شناخته می‌شدند. کویلومبوسها اغلب به مزارع یا شهرها بازمی‌گشتند تا دیگر بردگان آفریقایی را تشویق به فرار کنند و به کویلومبوس بپیوندند. بعضی اوقات، آن‌ها دیگر بردگان را با زور وادار می‌کردند که در مزارع اربابان برده دار خرابکاری کنند ولی هر کسی که به کویلومبوس آورده می‌شد آزاد نبود و در محل سکونت جدید همچنان برده بحساب می‌آمد. این بردگان در صورتی آزاد می‌شدند که یک برده دیگر را به محل استقرار خود می‌آورد.

## ریشه
سابینا مادر زامبی خواهر گانگا زومبا بود که گفته می‌شود پسر شاهزاده خانم آکوالتون، دختر یکی از پادشاهان کنگو بوده‌است. زامبی و بستگان او از اهالی آفریقای غربی بوده‌اند. آن‌ها پس از نبرد امبویلا، که در آنگولای کنونی رخ داده بود، به آمریکا منتقل شدند. پرتغالی‌ها با کشتن ۵۰۰۰ نفر و اسارت پادشاه، دو فرزندش، دو برادرزاده او، چهار فرماندار، مقامات مختلف قضایی، ۹۵ صاحب منصب و ۴۰۰ نفر از افراد برجسته در این جنگ پیروز شدند و کلیه اسرای جنگی را با کشتی به آمریکا بردند و آن‌ها را به عنوان برده به فروش رساندند. بسیار محتمل است که گانگا و سابینا در میان اسرا بوده باشند. اعتقاد بر این است که برخی از آن‌ها به مستعمره‌های اسپانیا در آمریکای جنوبی فرستاده شده‌اند، اما گانگا زومبا، برادرش زونا و سابینا، در مزارع سانتا ریتا در منطقه پرنامبوکو که در حال حاضر در شمال شرق برزیل است به عنوان برده بکار گرفته شدند و از آنجا بود که به پالمارس فرار کردند.

## زندگی اولیه
زامبی در سال ۱۶۵۵ در پالمارس به دنیا آمد. اعتقاد بر این است که از فرزندان قوم آنگولایی ایمبانگالا بوده باشد او توسط پرتغالی‌ها اسیر شده و زمانی که تقریباً شش ساله بود، به یک مسیونر مسیحی بنام پدر آنتونیو ملو داده شد. پدر آنتونیو ملو زامبی را غسل تعمید داد و نامش را فرانسیسکو گذاشت. به او آموزش‌های مذهبی داده شد و زبان‌های پرتغالی و لاتین را آموخت و پادشاهی کنگو را در پالمارس بنا کرد. با وجود تلاش برای تحت سلطه درآوردن او، زامبی در سن ۱۵ سالگی در سال ۱۶۷۰ فرار کرد و به محل تولدش بازگشت. او به خاطر توانایی جسمی و ذکاوت جنگی اش در اوایل بیست سالگی خود، به عنوان یک فرمانده نظامی مورد احترام قرار داشت.

## پادشاهی کلمبو دوس پالمرس

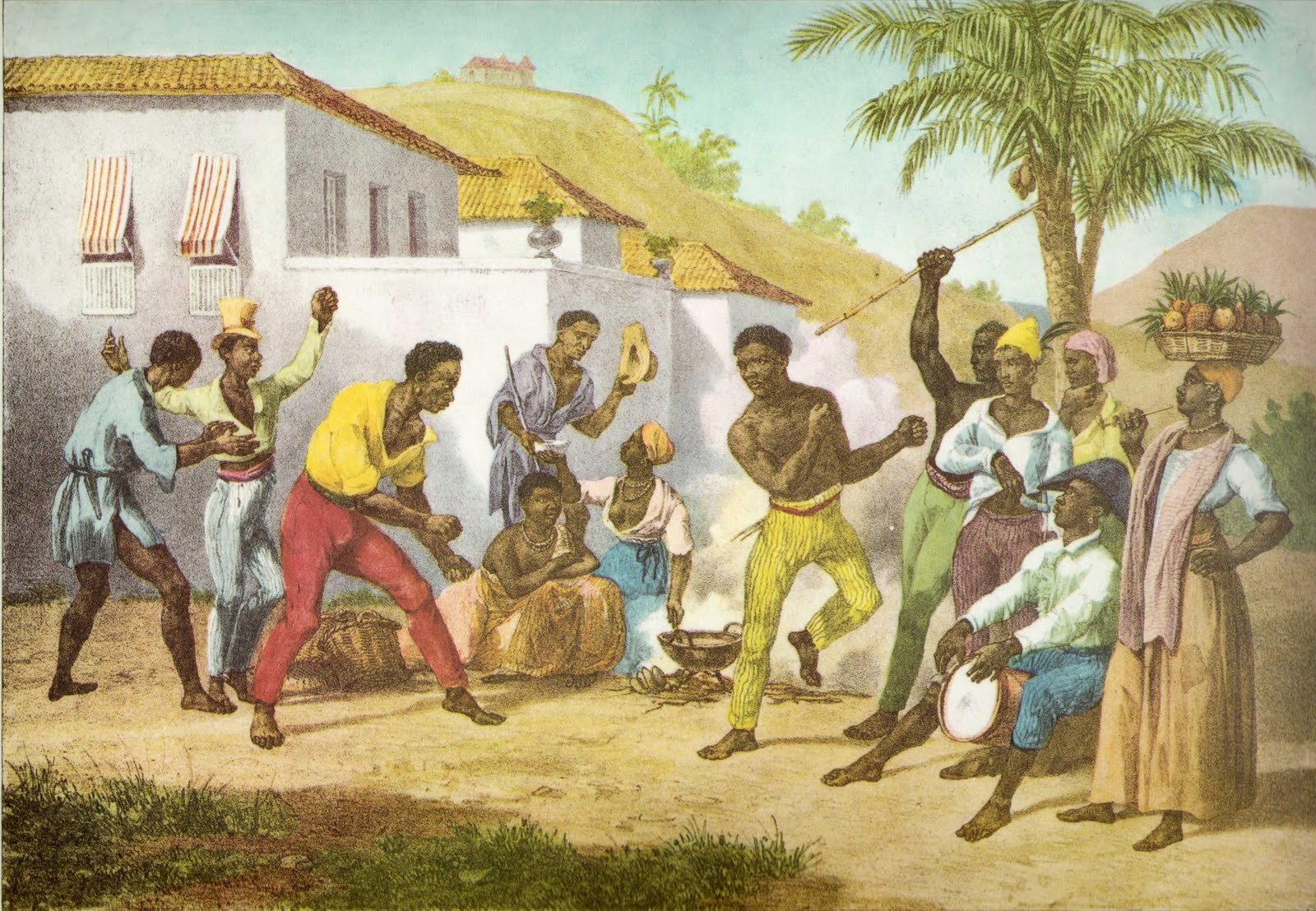
کاپوئرا یا رقص جنگ توسط یوهان موریس رگنداس، ۱۸۳۵

کلمبو دوس پالمرس یک پادشاهی مستقل بود که مارون‌های فراری از مستعمره‌های پرتغالی برزیل تشکیل داده بودند در این پادشاهی حداکثر جمعیت بیش از۳۰ هزار نفر بود. نیروهای دفاع از حملات مکرر توسط استعمارگران پرتغال، بسیاری از جنگجویان پالمرس، متخصص کاپوئرا، یک نوع هنر رزمی بودند. بسیاری از رزمندگان پالمارس به دلیل تهاجم مستمر مستعمره‌های پرتغال به آن‌ها در فن کاپوئرا مهارت داشتند. کاپوئرا هنری رزمی است که در قرن شانزدهم توسط آنگولایی‌های ربوده شده به برزیل برده شده بود.
تا سال ۱۶۷۸، پدرو آلمه ایدا فرماندار مستعمره پرنامبوکو، خسته از درگیری‌های طولانی مدت با پالمارس با یک شاخه زیتون به پادشاه گانگا زومبا نزدیک شد. پدرو آلمه ایدا این شرط را گذاشت که درصورت تمکین بردگان فراری پالمارس به استعمار پرتغال به آن‌ها آزادی بدهد. گانگا زومبا با این پیشنهاد موافقت کرد ولی زامبی به پرتغالی‌ها اعتماد نداشت. او از آنجا که آفریقایی‌های دیگر هنوز برده بودند این آزادی را نپذیرفت و با پادشاهی گانگا زومبا به مخالفت برخاست. زامبی که قصد ادامه مقاومت در برابر ظلم و ستم پرتغالی‌ها را داشت، پادشاه جدید پالمارس شد.
پانزده سال بعد از پادشاهی بر پالمرس، دومینگوس جرج ولهو و برناردو ویریا دو ملو فرماندهان نظامی پرتغالی کویلومبو را زیر آتش توپخانه گرفتند. در ششم فوریه سال۱۶۹۴ بعد از ۶۷ سال درگیری مستمر زامبو با مارون‌های پالمرس پرتغالی‌ها توانستند کرکا دو ماکاکو مرکز پادشاهی مارون‌ها را تخریب کنند. قبل از مرگ شاه گانگا زومبا، زامبی عزم کرده بود که برای استقلال سرزمینش بجنگد. در این مسیر، او در سال ۱۶۷۵ به عنوان فرمانده کل مارون‌ها شناخته شد. بخاطر تلاش‌های قهرمانانه ای که داشت محبوبیتش افزایش یافت. جنگجویان پالمرس توان رویارویی با توپخانه پرتغال را نداشتند، در نتیجه پادشاهی پالمرس سقوط کرد و زامبی مجروح شد.

## درگذشت
اگر چه او کشته نشد ولی با تلاش‌هایی که داشت به مدت دو سال نبرد علیه پرتغالی‌ها را ادامه داد. او به خاطر خیانت مولاتو یک دو رگه از ساکنان کویلومبو دستگیر شد. در بیستم نوامبر سال ۱۶۹۵ سر زامبی بعد از دستگیری از تنش جدا شد. پرتغالی‌ها سر زامبی را به رسیفی منتقل کردند تا نشان دهند، بر خلاف افسانه‌های مردمی میان بردگان آفریقایی، زامبی جاودانه نیست. این عمل همچنین به عنوان یک هشدار به دیگرانی بود که می‌خواستند مانند او شجاعت داشته باشند ولی دیگر ساکنان کویلومبو صد سال دیگر در منطقه زندگی کردند.

## یادواره
هر سال در بیستم نوامبر در برزیل روز بیداری آفریقایی – برزیلی‌ها جشن گرفته می‌شود. این روز معنای خاصی برای برزیلی‌هایی دارد که ریشه آفریقایی دارند. آن‌ها به رشادت‌های زامبی به عنوان قهرمان و رزمنده آزادی و نماد آزادی افتخار می‌کنند. زامبی به قهرمان جنبش سیاسی آفریقایی ـ برزیلی‌ها در قرن بیستم و نیز به قهرمان ملی این کشور تبدیل شد.

## ادای احترام
- فرودگاه بین‌المللی زامبی دوس پالمارس نام فرودگاهی درشهر مکزیکوی برزیل
- ترانه زامبی با صدای جورج بن، در سال ۱۹۷۴
- انتشار سی دی به نام Z300 Anos de Zumbi
- فیلم کویلومبو ساخته کارلوس دیه گوس در مورد پالمرس

## حواشی
استفاده از نام زامبی در فیلم های هالیوود بارها مورد اعتراض مردم برزیل قرار گرفته است.